# 李翰芬
李翰芬（？—？），字守一，廣東香山（今廣東省中山市）人，清朝政治人物、進士出身。
光緒二十年，中舉；光緒二十一年，登進士，同年五月，改翰林院庶吉士。光緒二十四年四月，散館，授翰林院編修。光緒二十八年，任國史館協修官。光緒二十九年，任翰林院編書處協修官、湖北鄉試正考官、國史館纂修官。光緒三十一年，任翰林院編書處詳校官。光緒三十二年，署廣西提學使。宣統元年，任廣西提學使。民國二年，任廣東省教育司長。